# 達維恩·華倫
達維恩·華倫（英語：Davion Warren，1999年3月1日—）為美國男子籃球運動員，最後效力於中国男子篮球职业联赛广州龙狮。

## 早年
華倫為水牛城人，自Bishop Timon – St. Jude High School畢業後收到第二級別學校Daemen University與第一級別兩年制學校Olney Central College的邀約，華倫選擇後者期望未來能取得第一級別四年制學校的邀約，2019年5月華倫獲得漢普頓大學的獎學金。2021-22賽季華倫因為COVID-19疫情擁有額外參賽資格。2021年4月華倫據報導口頭承諾加入孟菲斯大學。5月德克薩斯理工大學宣布已與華倫簽下合約。

## 職業生涯
2023年8月16日，T1聯盟臺中太陽宣布華倫加盟事宜。9月15日，T1聯盟取消臺中太陽2023-24賽季參賽資格。10月16日，臺中太陽宣布解散。12月28日，NBA G聯盟長島籃網獲得華倫。2024年5月3日，加拿大精英籃球聯賽埃德蒙頓毒刺宣布簽下華倫。9月30日，中国男子篮球职业联赛广州龙狮宣布與華倫簽約。2025年2月20日，广州龙狮取消註冊華倫，華倫代表广州龙狮出賽31場，場均可挹注18.6分、5.3籃板、4.2助攻。

## 外部連結
- 達維恩·華倫在NBA G聯盟（英语）
- 達維恩·華倫在中国男子篮球职业联赛
- 達維恩·華倫在Basketball-Reference.com（NBA G聯盟）（英语）
- 達維恩·華倫在Basketball-Reference.com（國際）（英语）
- 達維恩·華倫在Sports-Reference.com（NCAA）（英语）
- 達維恩·華倫在Eurobasket.com（球員）（英语）
- 達維恩·華倫在Proballers（英语）
- 達維恩·華倫在RealGM（英语）
- 達維恩·華倫在中国篮球数据库
- 達維恩·華倫在Flashscore（英语）
- . Edmonton Stingers.